# Odontolabis latipennis
Odontolabis latipennis es una especie de coleóptero de la familia Lucanidae.

## Distribución geográfica
Habita en Malaya y Sumatra (Indonesia).